# 擬大斜方立方八面体
擬大斜方立方八面体（ぎだいしゃほうりっぽうはちめんたい、Pseudo great rhombicuboctahedron）とは、 一様大斜方立方八面体の一部を45°回転させた立体であり、一様大斜方立方八面体と同じ面の数・頂点の数と形状・辺の数を持つ。
全ての頂点近傍が合同であり、一見一様多面体の条件に合うが、頂点推移的ではないため通常は含まれず、ミラーの立体と共にPseudo-uniform polyhedronに分類される。

## 性質
- 構成面: 正三角形8枚、正方形18枚
- 辺: 48
- 頂点: 24
- 頂点形状: 4, 4, 4, 3/2
- 双対: Pseudo-great deltoidal icositetrahedron